# Нёйт, Андреа
Андреа Нёйт (нидерл. Andrea Nuyt; род. 10 июля 1974 года, Гауда, Нидерланды) — нидерландская конькобежка. Участница зимних Олимпийских игр 1998 и 2002 годов, серебряный призёр чемпионата мира в спринтерском многоборье, 6-кратная призёр Кубка мира, 7-кратная рекордсмен Нидерландов, 10-кратная чемпионка Нидерландов и 13-кратная призёр.

## Биография
Андреа Нёйт родилась в городе Гауда, где начала кататься на коньках и тренировалась на базе клуба «Schaatsclub Gouda». В возрасте 16 лет впервые участвовала в чемпионате Нидерландов среди юниоров и на отдельных дистанциях среди взрослых. В 1994 году приняла участие на юниорском чемпионате мира, где заняла 14-е место в сумме многоборья, а с 1995 года стала выступать на чемпионате страны в спринтерском многоборье. 
В сезоне 1995/96 дебютировала на Кубке мира и на чемпионате мира на отдельных дистанциях в Хамаре, где заняла 14-е место по сумме двух забегов на 500 м. На чемпионате Нидерландов стала бронзовым призёром в спринте и на дистанции 500 м. В 1998 году она повторила результат на чемпионате страны, заняла 19-е место на чемпионате мира в спринтерском многоборье в Берлине и участвовала на своих первых зимних Олимпийских играх в Нагано, где на дистанции 500 м заняла 34-е место.
В 1999 году Андреа вновь стала первой в забеге на 500 м на чемпионате страны, после чего на спринтерском чемпионате мира поднялась на 9-е место, а на чемпионате мира на отдельных дистанциях в Херенвене заняла 11-е место в беге на 1000 м и 12-е на 500-метровке. В 2000 году она заняла 4-е место в забеге на 1000 м на чемпионате мира в Нагано, а через год стала 5-й на 500 метровке на чемпионате мира на отдельных дистанциях в Солт-Лейк-Сити и 8-е на спринтерском чемпионате мира.
На зимних Олимпийских играх 2002 Нёйс была заявлена для участия в забеге на 500 м. В двух забегах на 500 м она финишировала с результатом 75.37 очков, где в борьбе за третье, призовое место, её обогнала спортсменка из Германии Сабине Фёлькер — 75.19 очков. При этом установила национальный рекорд Нидерландов со временем 37,54 сек, который держался на протяжении четырёх тысяч дней, пока Тейсье Унема не установила новый 37,38 сек.. В общем итоге Нёйс заняла 4-е место.
Серебряной медалью завершилось выступление Нёйт на чемпионате мира в спринтерском многоборье в Хамаре. По сумме очков с результатом 153,420 она заняла второе место, обогнав соперницу из Белоруссии Анжелику Котюгу, уступив при этом спортсменке из Канады Катриона Лемэй-Доан. Она также выиграла в том году и чемпионат Нидерландов в спринтерском многоборье. Андреа выступала ещё два сезона на международном уровне, но выше 8-го места на чемпионате мира не поднималась. В 2004 году завершила карьеру спортсменки.

## Личная жизнь
Андреа Нёйт вышла замуж в 2008 году за голландского конькобежца — Карла Верхейена. У них трое детей. После завершения профессиональной карьеры Андреа вместе с мужем занимаются гольфом в клубе «De Hoge Kleij». В настоящее время работает брокером в одной из контор Амерсфорта Андреа Нёйт вместе с Витеке Крамер, Летицией де Йонг и Ирен Вюст организовали группу "Team Nuyt" по сбору средств по борьбе с раком в память о погибшей от рака их подруге Паулин ван Дётеком.

## Награды
- 2002 год - награждена премией Арда Схенка.[11]